# Xã New Avon, Quận Redwood, Minnesota
Xã New Avon (tiếng Anh: New Avon Township) là một xã thuộc quận Redwood, tiểu bang Minnesota, Hoa Kỳ. Năm 2010, dân số của xã này là 191 người.